# Anthaxia nanula
Anthaxia nanula es una especie de escarabajo del género Anthaxia, familia Buprestidae. Fue descrita por Casey en 1884.

## Distribución
Se encuentra en el oeste de Norteamérica.